# Maratona aquática no Campeonato Mundial de Esportes Aquáticos de 2022 - 10 km masculino
Os 10 km da maratona aquática masculina é um dos eventos do Campeonato Mundial de Esportes Aquáticos de 2022 que foi realizado no dia 29 de junho de 2022, em Budapeste, na Hungria. 

## Calendário
Horário local (UTC+2).
| Fase  | Data        | Hora  |
| ----- | ----------- | ----- |
| Final | 29 de junho | 12:00 |

## Medalhistas
| Ouro                       | Prata                   | Bronze                  |
| Gregorio Paltrinieri (ITA) | Domenico Acerenza (ITA) | Florian Wellbrock (GER) |

## Resultados
A prova foi realizada no dia 27 de junho às 09:00. 
| Pos.              | Nadador               | Nacionalidade  | Tempo     |
| ----------------- | --------------------- | -------------- | --------- |
| Medalha de ouro   | Gregorio Paltrinieri  | Itália         | 1:50:56.8 |
| Medalha de prata  | Domenico Acerenza     | Itália         | 1:50:58.2 |
| Medalha de bronze | Florian Wellbrock     | Alemanha       | 1:51:11.2 |
| 4                 | Marc-Antoine Olivier  | França         | 1:51:11.5 |
| 5                 | Dávid Betlehem        | Hungria        | 1:51:29.8 |
| 6                 | Mykhailo Romanchuk    | Ucrânia        | 1:51:41.6 |
| 7                 | Niklas Frach          | Alemanha       | 1:51:45.8 |
| 8                 | Nicholas Sloman       | Austrália      | 1:51:58.1 |
| 9                 | Jan Hercog            | Áustria        | 1:53:07.9 |
| 10                | Logan Vanhuys         | Bélgica        | 1:53:24.5 |
| 11                | Hector Pardoe         | Reino Unido    | 1:53:41.7 |
| 12                | Brennan Gravley       | Estados Unidos | 1:53:43.4 |
| 13                | Dylan Gravley         | Estados Unidos | 1:53:45.8 |
| 14                | Alberto Martínez      | Espanha        | 1:54:25.0 |
| 15                | Ondřej Zach           | Chéquia        | 1:54:27.8 |
| 16                | Taishin Minamide      | Japão          | 1:54:28.5 |
| 17                | Hau-Li Fan            | Canadá         | 1:54:29.6 |
| 18                | Joaquín Moreno        | Argentina      | 1:54:30.8 |
| 19                | Sacha Velly           | França         | 1:54:34.0 |
| 20                | Tiago Campos          | Portugal       | 1:55:33.5 |
| 21                | Toby Robinson         | Reino Unido    | 1:55:39.2 |
| 22                | Ruan Breytenbach      | África do Sul  | 1:55:40.1 |
| 23                | Cho Cheng-chi         | Taipé Chinesa  | 1:55:54.6 |
| 24                | Franco Cassini        | Argentina      | 1:55:59.7 |
| 25                | Bruce Almeida         | Brasil         | 1:56:09.0 |
| 26                | Eric Brown            | Canadá         | 1:56:15.0 |
| 27                | Diogo Cardoso         | Portugal       | 1:56:18.4 |
| 27                | Tamaš Farkaš          | Sérvia         | 1:57:19.2 |
| 29                | Taiki Nonaka          | Japão          | 1:58:42.5 |
| 30                | Daniel Delgadillo     | México         | 1:59:28.0 |
| 31                | Connor Buck           | África do Sul  | 1:59:42.6 |
| 32                | Bailey Armstrong      | Austrália      | 2:00:02.7 |
| 33                | Zhang Ziyang          | China          | 2:00:54.7 |
| 34                | Krzysztof Chmielewski | Polónia        | 2:00:54.9 |
| 35                | Tang Haoyang          | China          | 2:01:20.4 |
| 36                | Park Jae-hun          | Coreia do Sul  | 2:01:21.3 |
| 37                | Burhanettin Hacısağır | Turquia        | 2:01:32.8 |
| 38                | William Yan Thorley   | Hong Kong      | 2:01:32.9 |
| 39                | Juan Alcívar          | Equador        | 2:01:37.4 |
| 40                | Ido Gal               | Israel         | 2:01:38.9 |
| 41                | Choi Yong-jin         | Coreia do Sul  | 2:01:50.1 |
| 42                | Keith Sin             | Hong Kong      | 2:02:08.1 |
| 43                | Artyom Lukasevits     | Singapura      | 2:02:29.2 |
| 44                | Tanakrit Kittiya      | Tailândia      | 2:03:05.6 |
| 45                | Anurag Singh          | Índia          | 2:03:16.4 |
| 46                | Jahir López           | Equador        | 2:03:23.2 |
| 47                | Paulo Strehlke        | México         | 2:04:04.3 |
| 48                | Maximiliano Paccot    | Uruguai        | 2:05:01.3 |
| 49                | Jeison Rojas          | Costa Rica     | 2:05:01.4 |
| 50                | Cho Pei-chi           | Taipé Chinesa  | 2:05:24.0 |
| 51                | Lev Cherepanov        | Cazaquistão    | 2:08:15.0 |
| 52                | Ritchie Oh            | Singapura      | 2:08:26.5 |
| 53                | Joaquín Devoto        | Peru           | 2:09:41.4 |
| 54                | Jamarr Bruno          | Porto Rico     | 2:10:35.0 |
| 55                | Damien Payet          | Seicheles      | 2:13:54.9 |
| 56                | Suabsakul Kumton      | Tailândia      | 2:17:49.7 |
| 57                | Diego Ortiz           | Porto Rico     | 2:18:44.0 |
| 58                | Santiago Reyes        | Guatemala      | 2:20:53.1 |
| –                 | Guilherme Costa       | Brasil         | DNF       |
| –                 | Kristóf Rasovszky     | Hungria        | DNF       |
| –                 | Asterios Daldogiannis | Grécia         | DNF       |
| –                 | Matěj Kozubek         | Chéquia        | DNF       |
| –                 | Athanasios Kynigakis  | Grécia         | DNS       |
| –                 | Matan Roditi          | Israel         | DNS       |